# San Genuario
San Genuario è una frazione del comune di Crescentino, da cui dista circa 4 km sulla strada delle Grange in direzione di Vercelli. Tra le sue memorie artistiche annovera la chiesa parrocchiale dedicata a San Genuario che ha conservato alcune strutture architettoniche dell'antica chiesa dell'abbazia benedettina di San Michele Arcangelo di Lucedio, ed il castello fatto costruire dai conti Tizzoni nel XV secolo.

## Storia
Nella frazione campestre di San Genuario sono presenti, oltre ad importanti memorie storiche di epoca medievale e rinascimentale, palazzi signorili le cui origini vengono fatte risalire al Seicento e all'Ottocento; la cosa si spiega per il fatto che l'abitato fu a lungo comune autonomo e divenne frazione di Crescentino solo agli inizi del Novecento.
La rilevanza storica del borgo nasce con l'abbazia benedettina di San Michele Arcangelo di Lucedio fondata verso nel 707 da Gauderio, cavaliere del re longobardo Ariperto II, che, abbandonate le imprese militari, decise di farsi monaco e ne fu creato il primo abate dal vescovo di Vercelli Emiliano III. Il monastero fu dedicato a San Genuario dopo che Lotario I donò ai monaci le ossa del santo intorno all'840. L'importanza economica ed i prestigio culturale dell'abbazia andarono rapidamente crescendo. A partire da 969 vi soggiornò come oblato, all'età di 7 anni, Guglielmo da Volpiano, destinato a diventare uno dei principali artefici della cultura architettonica romanica. Successivamente la chiesa fu dedicata a san Bononio, che morì in odore di santità nell'abbazia di San Michele Arcangelo di Lucedio il 30 agosto del 1026.
Nel XIII secolo iniziò un periodo di decadenza, in concomitanza con la nascita e lo sviluppo di un'altra abbazia posta a pochi chilometri di distanza: l'abbazia cistercense di Santa Maria di Lucedio. Contribuirono al declino anche cause politiche, intervenute con l'insediarsi a Crescentino, nel 1315, dei conti Tizzoni, famiglia filo imperiale vercellese.
Nel 1419 Papa Martino V, concesse ai conti Tizzoni la metà dei territori dell'abbazia, con contratto di enfiteusi; questi ultimi, in cambio, assunsero l'impegno ad edificare un castello in modo da poter difendere la popolazione del borgo, i raccolti e l'abbazia stessa.
Giacomo Tizzoni ottenne poi l'investitura di Conte di San Genuario, ma i monaci si opposero dando luogo ad una controversia che durò molti anni. L'edificazione del castello ebbe termine solo nel 1470 ad opera dei figli di Giacomo Tizzoni.
I Tizzoni mantennero il potere a San Genuario sino al 1592, quando il feudo passò sotto il dominio di Emanuele Filiberto di Savoia. In seguito il castello passò nelle mani di molti proprietari e nell'Ottocento venne trasformato in azienda agricola con la costruzione di stalle ed altre dipendenze in stile neogotico. Anche attualmente il castello è in proprietà a privati.

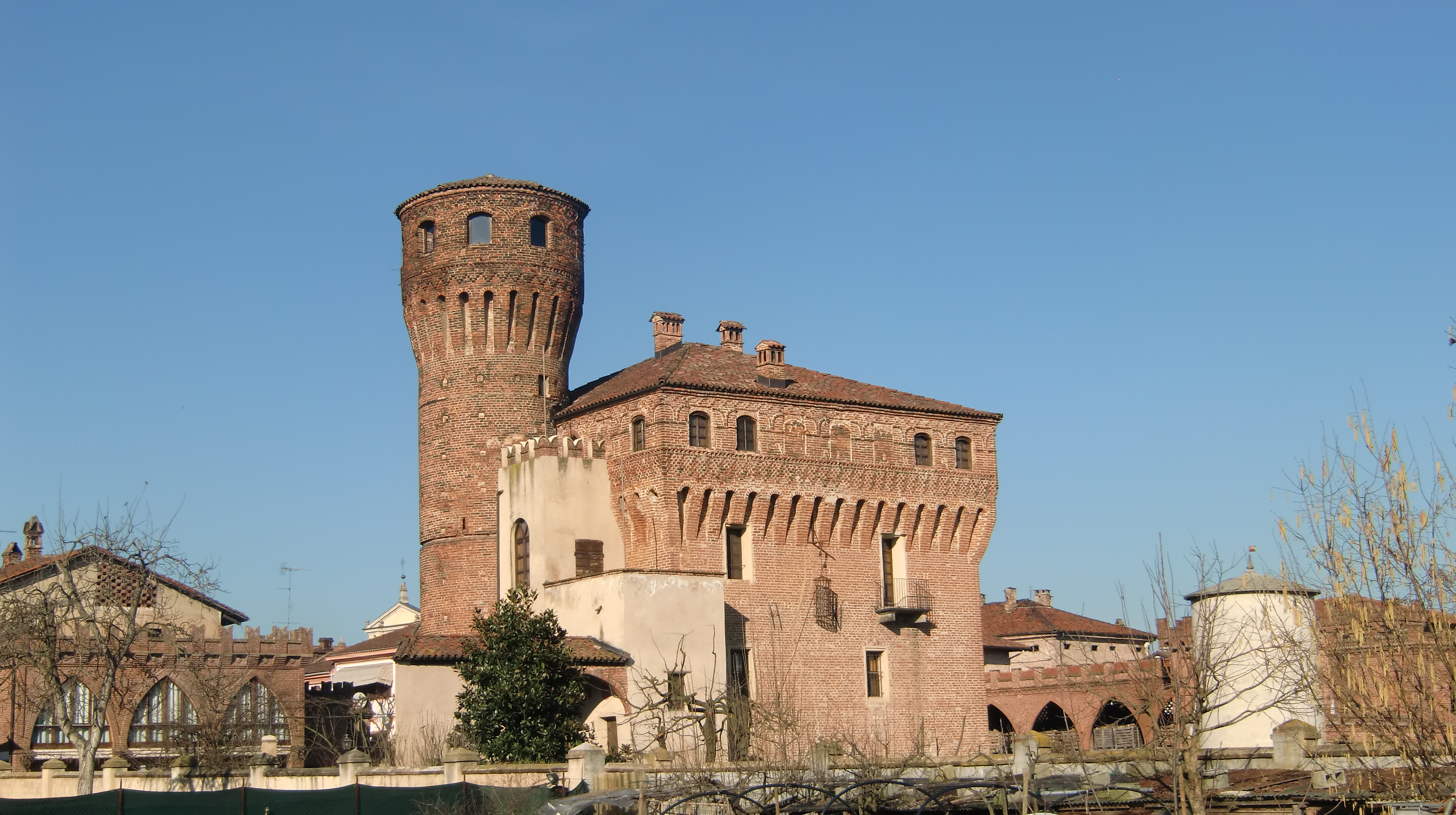
Veduta del castello

## Luoghi di interesse storico e culturale

### La chiesa di San Genuario
L'aspetto più interessante della chiesa è dato dalle strutture romaniche dell'antica chiesa abbaziale, vale a dire il campanile con decorazioni in cotto nelle fasce marcapiano e l'abside semicircolare sobriamente decorata da lesene poco pronunciate e da archetti pensili in cotto. Si tratta di strutture che, per quanto rimaneggiate, costituiscono la sola memoria rimasta del prestigioso cenobio benedettino.
La facciata settecentesca della chiesa (che funziona da parrocchiale della frazione) presenta linee alquanto semplici. L'interno è a tre navate, con pilastri cruciformi che sostengono le volte a crociera.

### Il castello dei Tizzoni di San Genuario
Il castello presenta una fisionomia tipicamente rinascimentale, consona ad una dimora nobiliare più che ad un fortilizio; esso è costituito da una struttura principale a base quadrata alla quale si appoggiano una torre cilindrica e terrazze ornate da merli ghibellini. Di notevole effetto scenico sono gli elementi architettonici aggettanti presenti su tutti i lati del corpo centrale; anche la torre è impreziosita da una corona di beccatelli. La conservazione del castello è piuttosto buona, non avendo esso mai subito mutilazioni belliche; un recente restauro (1998-2000) ha consentito il consolidamento delle strutture e la rimozione di gran parte delle incongrue intonacature del XVIII secolo.

## Galleria d'immagini

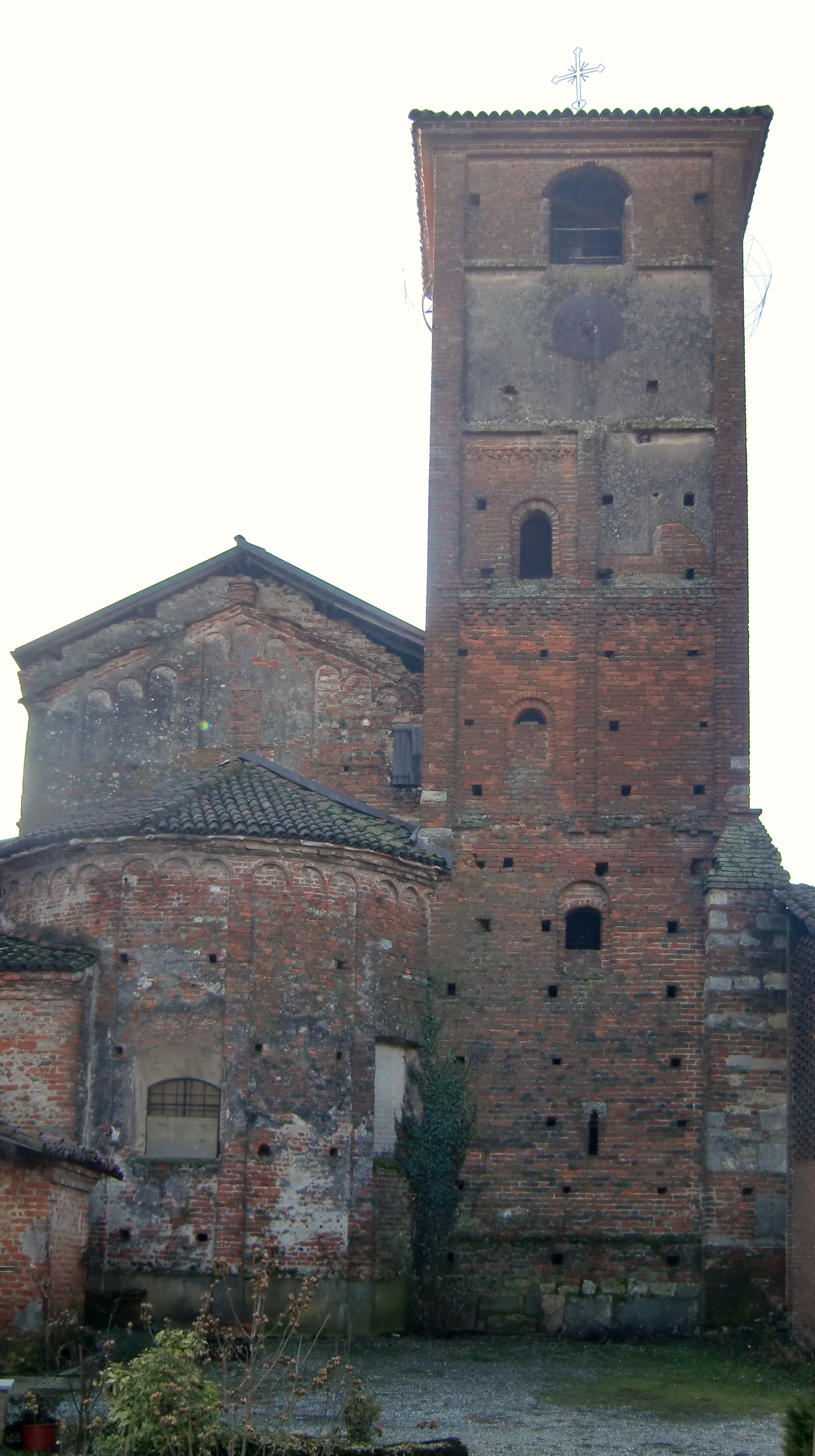
Abside e campanile della chiesa di San Genuario
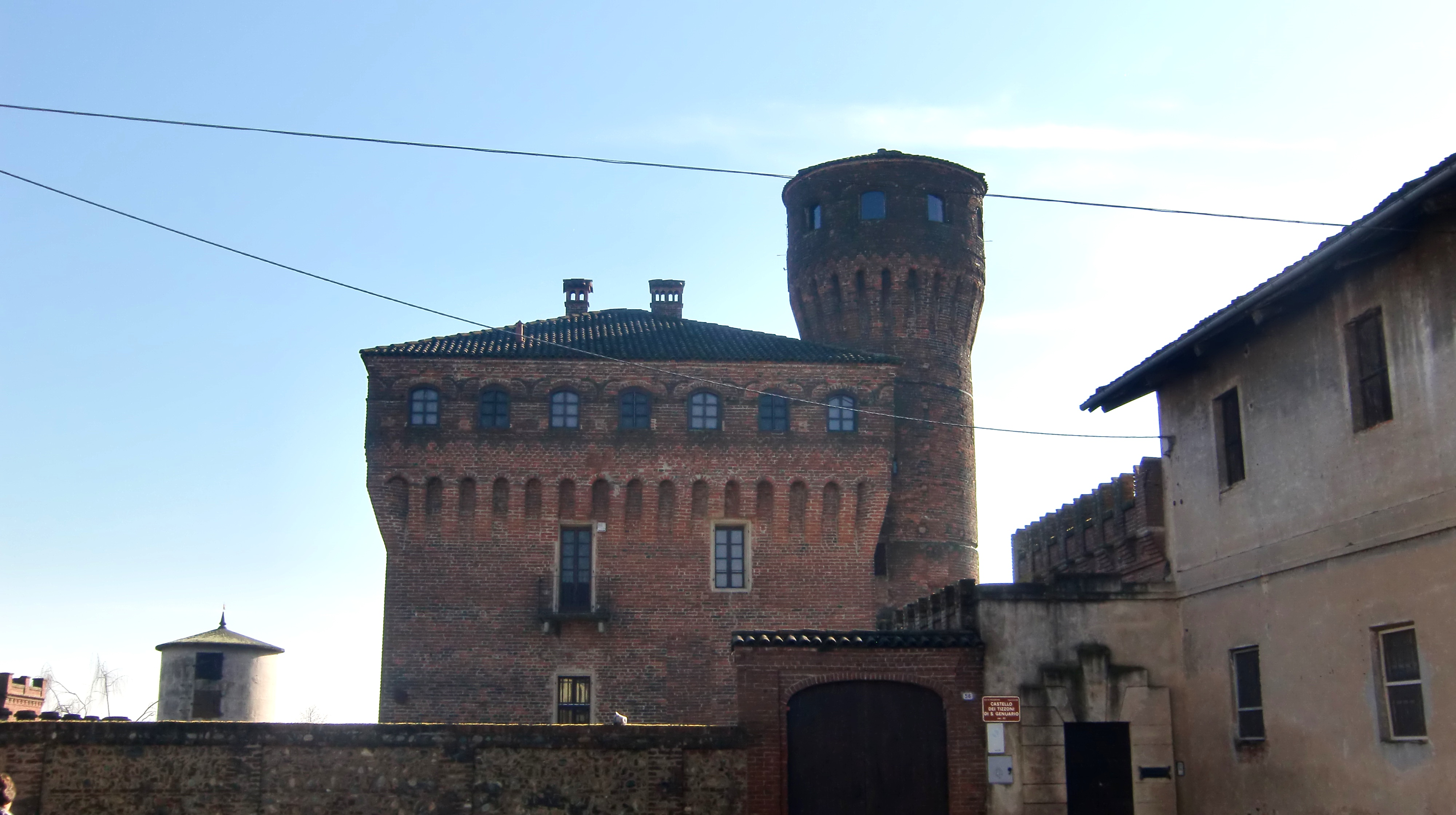
Ingresso al castello
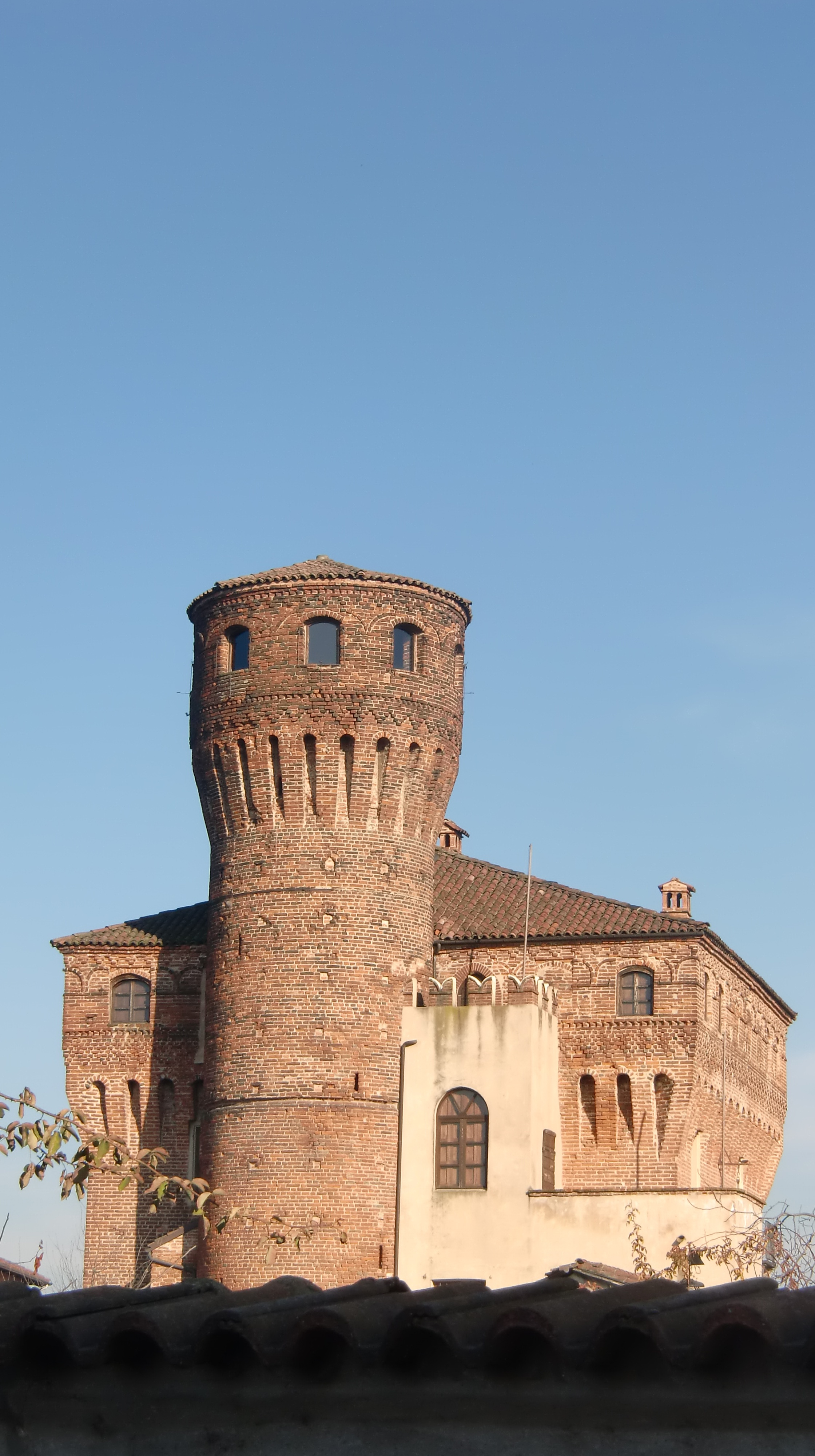
Il castello: torre cilindrica con corona di beccatelli